# Lungtok Tenpei Nyima

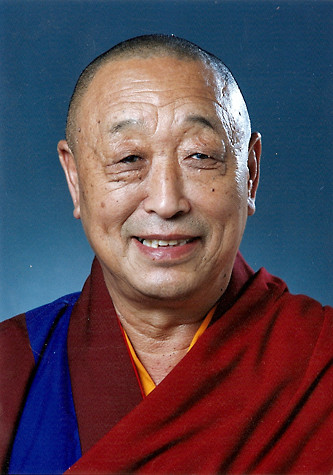
Lungtok Tenpei Nyima

Lungtok Tenpei Nyima, (geb. als Phuntsog Dargye Ling in het oosten van de provincie Amdo, 1 juni 1927 – Dolanji India 14 september 2017), was sinds 1968 de 33e Menri trizen, de geestelijk leider van de bön-religie.
Op de leeftijd van 24 jaar behaalde hij zijn graad als geshe. In 1959 vluchtte hij uit Tibet naar Nepal. Hij kwam uiteindelijk terecht in het bönklooster Samling in Nepal. Daar ontmoette hij de tibetoloog David Snellgrove, die de literatuur van de bön in dat klooster aan het onderzoeken was.
Op zijn uitnodiging ging Phuntsog Dargye Ling naar Europa, waar hij in het Verenigd Koninkrijk enkele jaren onderwijs gaf in de Tibetaanse cultuur. Op uitnodiging van Per Kværne, een westers expert in onderzoek naar de bönliteratuur, gaf hij ook onderricht in Noorwegen.
In maart 1968 ontving hij tijdens een verblijf in Noorwegen het bericht dat hij gekozen was als de 33e Menri trizen in de lijn van de successie en als gevolg daarvan tevens als abt van het Menri-klooster in Dolanji in India. Dat klooster is de tegenhanger in de ballingschap van het oude in 1405 gestichte Menri-klooster in Tibet. Sindsdien was hij onder de naam Lungtok Tenpei Nyima de geestelijk leider van de bön.